# 1650 en santé et médecine
| Années de la santé et de la médecine : 1647 - 1648 - 1649 - 1650 - 1651 - 1652 - 1653    |
| Décennies de la santé et de la médecine : 1620 - 1630 - 1640 - 1650 - 1660 - 1670 - 1680 |

Cet article présente les faits marquants de l'année 1650 en santé et médecine.

## Événements
- 11 février : René Descartes meurt d'une pneumonie aiguë à Stockholm[1].
- 6 novembre : Guillaume II d'Orange meurt de la petite vérole[2].

## Publications
- Édition du De rachitide sive Morbo puerili, du médecin anglais Francis Glisson (1597-1677[3]).

## Naissances
- 7 janvier : Giovanni Caldesi (it) (mort vers 1732), médecin et anatomiste italien[4].
- 28 novembre : Jean Palfyn (mort en 1730), chirurgien belge[5].
- Charles Bernard (mort en 1711), chirurgien d'Anne Stuart, reine de Grande-Bretagne et d'Irlande[6].
- Anton Nuck (de) (mort en 1692), médecin et anatomiste néerlandais[7].

## Décès
- Philippe d'Aquin (né vers 1576 ou 1578), médecin et philologue hébraïste français[8],[9].
- Jean Storms (né en 1559), mathématicien, médecin et poète belge[10].